# 岩手県立久慈病院
岩手県立久慈病院（いわてけんりつくじびょういん）は、岩手県久慈市に所在する都道府県立病院である。宮古・久慈・二戸医療圏に於ける三次救急医療機関であり、岩手県災害拠点病院にも指定されている。

## 診療科
- 内科
- 呼吸器科
- 消化器科
- 循環器科
- 小児科
- 精神科
- 神経内科
- 外科
- 整形外科
- 形成外科
- 脳神経外科
- 産婦人科
- 眼科
- 耳鼻咽喉科
- 皮膚科
- 泌尿器科
- リハビリテーション科
- 放射線科
- 麻酔科
- 歯科口腔外科

## 医療機関の指定・認定
（下表の出典）
| 保険医療機関                             | 労災保険指定病院                               |
| 更生医療指定医療機関                     | 育成医療指定医療機関                           |
| 精神通院医療指定医療機関                 | 身体障害者福祉法指定医の配置されている医療機関 |
| 精神保健指定医の配置されている医療機関   | 生活保護法指定医療機関                         |
| 指定養育医療機関                         | 戦傷病者特別援護法指定医療機関                 |
| 原子爆弾被害者一般疾病医療取扱医療機関   | 感染症指定医療機関（第二種感染症指定医療機関） |
| 母体保護法指定医の配置されている医療機関 | 災害拠点病院（地域）                           |
| へき地医療拠点病院                       | 救命救急センター                               |
| 臨床研修指定病院（基幹型）               | がん診療連携拠点病院                           |
| DPC対象病院                              | 指定小児慢性特定疾病医療機関                   |
| 地域周産期母子医療センター               |                                                |

- 救急告示病院（二次救急、三次救急）[1]
- 臓器提供施設[5]
- 岩手県肝疾患診療専門医療指定機関[5]
- 岩手県難病医療協力病院[5]
- 公益財団法人日本医療機能評価機構認定病院[6]
- このほか、各種法令による指定・認定病院であるとともに、各学会の認定施設でもある。

## 交通アクセス
- JR八戸線・三陸鉄道リアス線「久慈駅」より岩手県北バス乗車、「久慈病院前」停留所下車[7]。